# SC-02E
docomo NEXT series GALAXY Note II SC-02E（ドコモ ネクストシリーズ ギャラクシー ノート ツー  エスシーゼロニイー）は、韓国のサムスン電子によって開発された、NTTドコモの第3.9世代移動通信システム（Xi）と第3世代移動通信システム（FOMA）のデュアルモード端末である。グローバルモデル「GALAXY Note II」の日本国内ローカライズモデルとなる。docomo NEXT seriesのひとつ。製品番号はSGH-N025。

## 概要
SC-05Dの後継機種で、Android 4.1とサムスン自社製クアッドコアCPU「Exynos 4 Quad」を搭載している。ちなみに、ドコモのスマートフォンにおいて発売時よりAndroid 4.1を搭載するのは本機種が初となる。
ドコモ版限定カラー（GALAXY Note2としては世界唯一）の茶色（アンバーブラウン）がカラーラインナップに設定された一方、グローバルモデルで主力のチタニウムグレーの設定がない。
Sペンでの操作が進化しており、従来の手書き入力に加えて特定の記号などを描くと割当てられた機能が起動するジェスチャー機能に対応している。インストールされているアプリや各種設定メニューに自分で書いた文字を割り当てることも可能である。
また、GALAXY Noteシリーズでは初となるおサイフケータイに対応している。ただしSC-05Dで対応していたNFCには対応していない。
なお、NOTTV・赤外線通信・防水・おくだけ充電には非対応である。

## 主な機能
| 主な対応サービス                                 | 主な対応サービス                         | 主な対応サービス                       | 主な対応サービス                                            |
| ------------------------------------------------ | ---------------------------------------- | -------------------------------------- | ----------------------------------------------------------- |
| タッチパネル／加速度センサー                     | Xi／FOMAハイスピード                     | Bluetooth                              | DCMX／おサイフケータイ／NFC／かざしてリンク／赤外線／トルカ |
| ワンセグ／モバキャス                             | メロディコール                           | テザリング                             | WiFi IEEE802.11a/b/g/n                                      |
| GPS                                              | ドコモメール／電話帳バックアップ         | デコメール／デコメ絵文字／デコメアニメ | iチャネル                                                   |
| エリアメール／ソフトウェアーアップデート自動更新 | デジタルオーディオプレーヤー(WMA)(MP3他) | GSM／3Gローミング（WORLD WING）        | フルブラウザ／Flash Player                                  |
| Google Play／dメニュー／dマーケット              | Gmail／Google Talk／YouTube／Picasa      | バーコードリーダ／名刺リーダ           | ドコモ地図ナビ／Google Maps／ストリートビュー               |

## 歴史
- 2012年8月29日 - ドイツの家電展示会「IFA 2012」にてサムスン電子よりグローバルモデル発表。
- 2012年9月26日 - グローバルモデル販売開始。
- 2012年10月1日 - CEATECにて先行展示。
- 2012年10月11日 - NTTドコモより発表。
- 2012年11月9日 - 事前予約開始。
- 2012年11月16日 - 発売開始[6]。
- 2014年4月17日 - Android 4.3へアップデート開始。

## アップデート
2013年2月28日
- 画面が消灯後にホームキーでスリープ復帰すると、直前の画面が表示されない場合がある。
- ソフトウェア更新が正常に完了しない場合がある。

2013年11月21日
- 不在着信がないにも係わらず、「ダイヤル」アプリのアイコン上に不在着信数が表示される場合がある不具合を修正。
- Gmailアプリを起動後、受信メールを選択すると、まれにGmailアプリが強制終了する場合がある。
- 「緊急通報」画面に選択表示される緊急通報番号（110番、119番、118番）の削除。
- 「Google設定」アプリの追加。
- ビルド番号が、JRO03C.SC02EOMALJF、JRO03C.SC02EOMAMA6、JRO03C.SC02EOMAMB1、JRO03C.SC02EOMAMC2、のいずれかから、JR003C.SC02EOMAMK1、になる。

2014年4月17日（OSバージョンアップ）
- Android 4.3における共通の変更点
  - Bluetooth Smartに対応。
- 機能バージョンアップ
  - [docomo ID」認証の本格導入対応
    - 端末にdocomo IDを設定することが可能。docomo IDを端末に設定することで、対応するサービスアプリ[9]でのdocomo ID入力が不要になる。
    - Wi-Fiオプションパスワードがdocomo IDに統合[10]

  - 端末を紛失した際などに、パソコン（My docomo）から回線を指定して、遠隔操作で端末初期化およびSDカードのデータを消去できるサービス「遠隔初期化」に対応
  - 新「ドコモバックアップアプリ」の提供開始
    - SDカードバックアップ対応項目のうち、音楽、ブックマーク、通話履歴、ユーザ辞書について、データ保管BOXへのアップロードが可能となる。
- 本機独自機能の追加
  - カメラの撮影モードに写真の撮影モードに写真を撮影しながら、音声や周囲の音を録音できる「サウンド＆ショット」を追加。
  - GALAXY Gear（SM-V700）へ対応。
  - 対応機種をWi-Fiテザリング機能でダイレクトに接続し、つながった機種間で動画や音楽、写真、ゲームなどを共有して楽しめる「グループプレイ」に対応。
  - 他のスマートフォンからGALAXYにデータを簡単に移行できる「Smart Switch」に対応。
  - ホーム画面をはじめ通話アプリなどをシンプルでわかりやすい表示する「TouchWizかんたんモード」が利用可能に。
  - 災害時など、緊急時すぐに充電することができない状況において、待受状態を少しでも長持ちさせるために、通常時と比較して電池の消費量を最大約40%低減することができる「緊急時長持ちモード」に対応。
  - 子どもの誤操作を防ぐために、データ通信や電話の発信などを防止する「通信制限モード」に対応。
  - 設定メニューより安全サポートをONにすると、緊急時に音量アップキーとダウンキーを3秒間押し続けることで、周囲に危険を知らせるサイレン音を鳴らすと同時に、あらかじめ設定した緊急メッセージを緊急連絡先通知する「緊急ブザー」に対応。
  - 1つのキーに、日本語・英語・数字の8つのフリック入力文字を配置し、入力モードの切り替えなしでスムーズな文字入力が可能となった「8フリック文字入力」に対応。（ドコモ向けは非対応・ドコモ公式発表）
- 不具合修正
  - ワンセグにて録画したコンテンツを再生中、まれに正しく再生されない場合がある不具合を修正する。
- ビルド番号が、JRO03C.SC02EOMALJF、JRO03C.SC02EOMAMA6、JRO03C.SC02EOMAMB1、JRO03C.SC02EOMAMC2、JRO03C.SC02EOMAMK1、から、JSS15J.SC02EOMUBND1、になる。

2018年8月1日
- より快適に利用できるように品質を改善。